# Кармијано (Пјаченца)
Кармијано је насеље у Италији у округу Пјаченца, региону Емилија-Ромања.
Према процени из 2011. у насељу је живело 263 становника. Насеље се налази на надморској висини од 235 м.